# FX-05 Xiuhcoatl
FX-05 Xiuhcoatl là loại súng sturmgewehr được phát triển bởi Dirección General Industria Militar Mexicana. Súng được giới thiệu lần đầu vào tháng 9 năm 2006 trong một buổi lễ duyệt binh. Hiện tại loại súng này đang được sử dụng trong lực lượng quân đội México.

## Phát triển
Việc phát triển FX-05 được thực hiện trong 16 tháng từ năm 2005 khi kế hoạch mua một loại súng thay thế khẩu Heckler & Koch G3 trong lực lượng quân đội México được xúc tiến. Theo kế hoạch thì khẩu Heckler & Koch G36 sẽ được mua để thay thế nhưng do giá quá cao cùng với việc loại súng này bị ngừng phát triển nên Tổng cục Công nghiệp quân sự México cùng Ban Thư ký Quốc phòng México đã bắt đầu chương trình phát triển loại súng này. Tất cả các bộ phận của súng có thể được sản xuất hoàn toàn trong nội địa để tiết kiệm chi phí.

## Thiết kế
FX-05 có hình dáng bên ngoài khá giống với khẩu Heckler & Koch G36 nhưng cách hoạt động và cấu trúc bên trong thì hoàn toàn khác. Súng sử dụng cơ chế nạp đạn bằng khí nén, thoi nạp đạn xoay, ống trích khí nằm ở bên trên nòng súng. Thân súng và hộp đạn được làm bằng nhựa tổng hợp chịu được áp lực cao. Nút kéo lên đạn được đặc ở cả hai bên thân súng để có thể sử dụng thuận cả hai tay. Nút khóa an toàn cũng là nút chọn chế độ bắn nằm ở phía trên cò súng và cũng ở hai bên thân súng.
Điểm thú vị của súng là nòng súng không có rãnh khắc sâu lồi lõm giống như các loại súng khác mà sử dụng dạng rãnh mài hình đa giác xoắn với góc bo tròn. Thiết kế này giúp tăng khả năng sử dụng áp lực khí đẩy viên đạn vì không có nhiều không gian cho khí rò rỉ qua như rãnh lồi lõm.
Trên thân súng có một thanh răng dài đẻ gắn các các loại hệ thống nhắm khác nhau như điểm ruồi có thể tháo ráp hay các loại ống nhắm hoặc quai xách để dễ cầm hơn. Báng súng có thể gấp sang một bên và nằm bên dưới khe nhả đạn để súng có thể bắn với báng gấp.